# آلو پاراتا
آلو پاراتا (انگلیسی: Aloo paratha) (به معنی پاراتای سیب‌زمینی) نان پاراتای محلی شبه‌قاره هنداست که لایه داخل آن با سیب‌زمینی پر شده‌است. این خوراکی، به‌طور معمول به عنوان وعده صبحانه مورد مصرف قرار می‌گیرد.
این نان با بهره‌گیری از خمیر فطیری که توسط وردنه پهن گردیده‌است به همراه مخلوطی از پوره سیب‌زمینی و ادویه جات (پودر خشک شده انبه، گراماسالا) تهیه گردیده که بر روی سطح ظرف تاوه به همراه کره یا روغن حیوانی گی پخته می‌شود. آلو پاراتا به‌طور معمول همراه با کره، چتنی، داهی یا ترشی هندی مورد مصرف قرار می‌گیرد.